# 長體深海帶魚
長體深海帶魚，为輻鰭魚綱鱸形目鯖亞目带鱼科的其中一種。分布於全球各大洋熱帶及亞熱帶海域，棲息深度在水深178至950公尺，本魚體銀色，顎與鰓蓋黑色，背鰭硬棘42至46枚；背鰭軟條99至108枚；臀鰭硬棘2枚；臀鰭軟條91至98枚；脊椎骨151至159個，體長可達100公分，屬肉食性，以魚類、甲殼類及烏賊等為食。

## 扩展阅读
維基物種上的相關：長體深海帶魚